# 1632 en santé et médecine
| Années de la santé et de la médecine : 1629 - 1630 - 1631 - 1632 - 1633 - 1634 - 1635    |
| Décennies de la santé et de la médecine : 1600 - 1610 - 1620 - 1630 - 1640 - 1650 - 1660 |

## Fondations
- 30 juin : le roi de Suède Gustave II Adolphe fonde l'université de Dorpat (Academia Dorpatensis[1]) dont la faculté de médecine, l'une des trois principales, ne recevra son premier étudiant qu'en 1637[2].
- Fondation de l'hôpital Saint-Joseph de Nancy « pour les réfugiés de l’épidémie de peste[3] ».
- Dans un inventaire de l'hôpital Saint-Marc de Martel en Quercy, qui restera en fonction jusqu'en 1683, première mention du fait que cet établissement existait déjà en 1252[4].

## Divers
- 3 janvier : les jurats de Bordeaux annoncent officiellement que l'épidémie de peste est terminée[5].
- Avril – mi-septembre : peste à Loudun[6].
- 21-22 septembre : premiers signes de psychose collective chez les ursulines de Loudun et début de l’affaire des démons de Loudun[6],[7].
- 27 septembre : le Parlement confirme les épiciers « dans le droit de vendre des médicaments simples d'origine végétale (rhubarbe, séné, manne, casse, turbith), des médicaments composés comme les marchandises dites foraines (thériaque, mithridate (en)), et des eaux aromatiques et odoriférantes, qui correspondent pourtant à des actes pharmaceutiques[8] ».
- Novembre : Jean de Mingelousaulx, maître chirurgien de Bordeaux, guérit le cardinal de Richelieu d'une rétention d'urine « en se servant de bougies canulées de son invention au lieu d'algalies qu'on employait communément[9] ».
- Rembrandt peint La Leçon d'anatomie du docteur Tulp[10],[11].
- D'après une tradition contestée, Bernabé Cobo rapporte du Pérou l'écorce de quinquina[10],[12].

## Publications
- Marco Antonio Alaimo (it) (1590-1662), médecin italien, fondateur de l'académie d'anatomie de Palerme, fait paraître un ouvrage sur le traitement de la diphtérie (Consultatio pro ulceris Syriaci nunc vagantis curatione[13]),
- Parution à Bologne d'une Theoria medicinae de Bartolomeo Bonaccorsi[14].
- Giovanni Battista Cortesi (it) (1564 ? – 1634 ?) publie, sous le titre de Tractatus de vulneribus capitis,  un commentaire du traité d'Hippocrate sur les fractures du crâne[15].
- Louis Du Gardin († 1633 ?), médecin et poète douaisien, publie un ouvrage sur le traitement de la pleurésie[16],[17].
- Johann Freitag (de) (1581-1641), médecin allemand, publie conjointement deux ouvrages, l'un sur les médicaments opiacés (De opii natura et medicamentis opiatis), l'autre sur un nouveau traitement de la phtisie (De nova phthisin curandi ratione consilium[18]).
- Jacques Mentel (1597-1671), reçu docteur en médecine avec des thèses sur « la fréquence des maladies hystériques et calculeuses chez les femmes de Paris » et sur « la section de la veine saphène comme moyen de prévention de la peste », publie son discours de remerciement (Gratiarum actio habita[19]), dédié à Jean Riolan le Jeune, et un mémoire sur l'épicrase (De epicrasis), mode de traitement des humeurs viciées[20].
- Jean Mousin (1573-1645), médecin Lorrain, donne son Hortus iatrophysicus[21], ouvrage « consacré à des questions d'hygiène et de « santé publique[22] ».
- Antonio Novelli (1600-1662), docteur en médecine, publie à Aix-en-Provence un ouvrage sur les infections sexuellement transmissibles, intitulé In quosdam medicos apologia[23].
- Parution de la « seconde édition, augmentée de la moitié », du Traité de la conservation de santé de Guy Patin (1601-1672[24],[25]).
- Foppe Plemp ou Vopiscus Fortunatus Plempius (1601-1671), médecin hollandais, publie à Amsterdam son Ophthalmographia[26].
- Claude Pons, médecin lyonnais, fait paraître un Parallèle des vipères et herbes lyonnaises avec les romaines et candiotes[27], où il accorde la préférence aux thériaques de Rome et de Venise sur celle de Lyon, ouvrage que réfute aussitôt Louis de La Grive, dans un Antiparallèle[28] des mêmes vipères et herbes auquel Pons répondra encore en 1634 par une Sycophantie thériacale[29],[30].
- Domenico Ponticelli, sous le pseudonyme de Cellino Pinto, publie le second volume (3e et 4e partie[31]) de son Compendioso trattato della peste e contagio[32].
- Lodwick Rowzee (1590-1655), médecin à  Ashford, dans le Kent, fait paraître The Queenes Welles, « traité sur la nature et les vertus des eaux de Tunbridge[33] ».
- Santorio Santorio (1561-1636), médecin et inventeur italien, donne le troisième livre de ses commentaires sur l'Art médical de Galien[34].
- Melchior Sebitz le Jeune (1578-1674) publie la première partie de son  Introduction à l'examen des blessures, tant mortelles que curables[35], et ses commentaires sur les Causes des symptômes, de Galien[36].
- Lodovico Settala (1550-1633), médecin milanais, publie son traité De morbis ex mucronata cartilagine evenientibus, sur les maladies liées au « cartilage mucroné » (processus xiphoïde[37]).
- Marco Aurelio Severino (1580-1656), publie à  Naples son essai De recondita abscessuum natura, premier livre d'anatomopathologie chirurgicale[10],[38].
- François du Soucy, alchimiste et romancier, publie un Sommaire de la medecine chymique[39] « principalement consacré à la présentation de recettes pharmacologiques[40] ».

## Naissances
- 29 août : John Locke (mort en 1704), philosophe et médecin anglais[41].
- 24 octobre : Antoni van Leeuwenhoek (mort en 1723), drapier hollandais, pionnier de la microbiologie[42],[43].
- Nicolaas Hoboken (mort en 1678), professeur de médecine et de mathématiques hollandais d'origine allemande[44].
- Élie Seignette (mort en 1698), chimiste et apothicaire français, inventeur du sel de Seignette[45].
- Vers 1632[46] ou vers 1620[46] ou vers 1629[47] : Antoine d'Aquin (mort en 1696), Premier médecin de Louis XIV.

## Décès
- 18 août :  Pascal Le Coq (né en 1567), docteur de la faculté de médecine de Poitiers[48],[49],
- 17 novembre : Pierre Richer de Belleval (né vers 1560), médecin et botaniste français, fondateur du jardin des plantes de Montpellier[50].
- 1632 au plus tôt : Vincenzo Alsario Della Croce (né vers 1576), médecin génois, professeur de médecine pratique  à La Sapienza de Rome[51].